# 요츠바 아리스
요츠바 아리스(일본어: 四葉 ありす, 한국명 : 앨리스)는 도에이 애니메이션의 애니메이션 두근두근! 프리큐어에 등장하는 가공의 인물이다. 애니메이션 성우는 후치가미 마이(일본판) / 김새해(한국판).

## 상세사항
※. 일본판 / 한국판 順
| 이름                 | 요츠바 아리스 / 앨리스 / 클라라     |
| 성별                 | 여자                                |
| 생일                 | 5월 28일                            |
| 별자리               | 쌍둥이자리                          |
| 신분                 | 중학교 2학년생                      |
| 소속                 | 사립 나나츠바시학원                 |
| 가족관계             | 아버지, 어머니                      |
| 포지션               | 주연, 조력자, 히로인                |
| 변신체               | 큐어 로제타                         |
| 상징색               | 노란색                              |
| 등장 프리큐어 시리즈 | 두근두근! 프리큐어 / 심쿵! 프리큐어 |

## 인물
두근두근! 프리큐어에 등장하는 인물로 사립 나나츠바학원 2학년생이며 아이다 마나와 히시카와 릿카와는 초등학교 동창이다. 중학생 때부터는 다른 학교에 다니고 있으나 학교 밖에서는 자주 만나는 편이다. 
요츠바 가(家) 재벌의 아가씨로 아버지는 재벌급 거물이자 갑부이며 어머니는 프랑스에서 오페라 활동을 하는 성악가이자 가수이다. 
거물급 딸이라 아버지의 영향을 받아서 지위가 높은 사람들을 접견하는 일이 많으며 부모님이 바빠서 보살펴주지 못하자 집사인 세바스찬의 보호를 받아 자라왔다. 어린 시절엔 아가씨라는 이유로 심술궂은 남자아이들한테 괴롭힘을 당한 적도 있었다.
온화하고 자상하면서 친절한 성격이지만 화를 내면 무서워지는 성격도 있다. 특히 친구가 무시당하면 이런 면이 크게 부각된다.
여유로운 성격이라 가끔 서민적인 풍자에 가까운 발언도 하는 편이다.

## 큐어 로제타
이 세상을 다스리는 건 사랑뿐이랍니다. 자, 당신도 저와 함께 사랑을 키워나가요.(世界を制するのは愛だけです。さぁ、あなたも私と愛を育んでくださいな。)

요츠바 아리스가 프리큐어로 변신한 모습. 상징색은 노란색이며 당고머리의 트윈 테일 스타일이다. 
전투 시에는 방어 역할을 하는 편이지만 공격면에서도 강한 면이 있는 편이며 주로 큐어 소드와 같이 활약한다. 

### 필살기
- 로제타 월
- 프리큐어 로제타 리플렉션
- 로제타 월 더블 크래시
- 로제타 벌룬

## 기타
- 선배 프리큐어로 있는 Yes! 프리큐어5의 미나즈키 카렌과 공통점이 있다. 이쪽 역시 부모의 외부활동으로 집사의 보호를 받은데다가 부잣집 아가씨로 통하지만 프리큐어에 있어서는 다른 편인데 이쪽은 파란색이고 5번째로 첫 변신을 하였으며 물 속성이 있다. 그리고 프리큐어 시리즈 캐릭터 중 최초이자 유일하게 첫 변신에 실패했던 사례가 있지만 아리스의 경우 단 한 번에 첫 변신에 성공했다. 그리고 아리스 본인이 원래는 프리큐어를 원하지 않았지만 집사의 조언과 권유에 힘을 얻어서 프리큐어로 변신하게 되었다.